# Daiki Hattori
Daiki Hattori (født 17. oktober 1987) er en japansk tidligere professionel fodboldspiller.
Han har spillet for flere forskellige klubber i sin karriere, herunder YSCC Yokohama.